# 시소폰

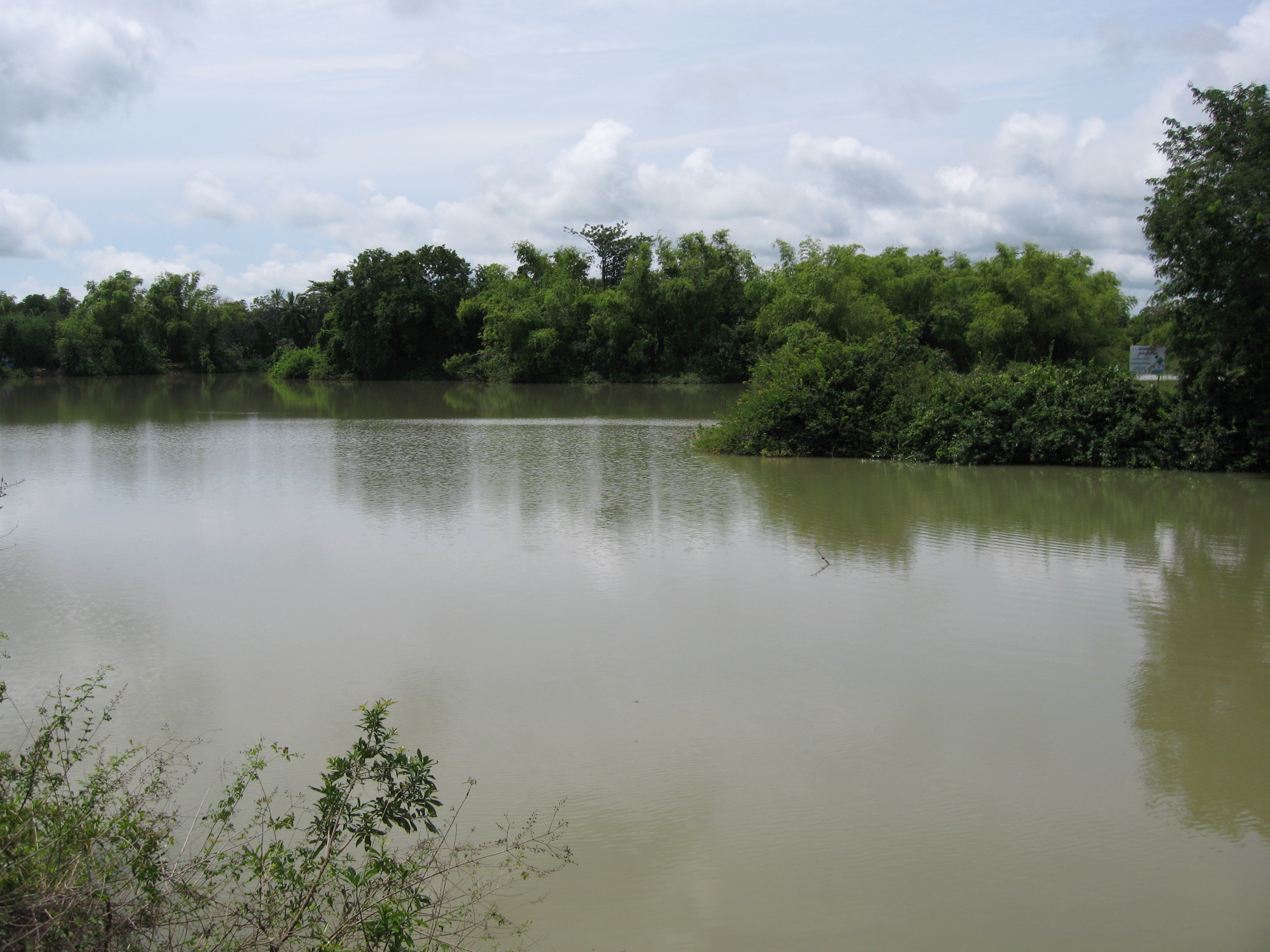
시소폰

시소폰(크메르어: សិរីសោភ័ណ, Sisophon)는 캄보디아 반테아이메안체이주의 주도로, 인구는 99,019명(2019년 기준)이다.  캄보디아 국도 5호선과 6호선이 지나간다. 앙코르와트와 마찬가지로 시암이 프랑스의 압력으로 캄보디아를 내줄 때까지 500년 넘게 시암의 영토로 남아있었다.
1. ↑  “General Population Census of the Kingdom of Cambodia 2019 – Final Results” (PDF). 《National Institute of Statistics》. Ministry of Planning. 2021년 1월 26일. 2022년 10월 26일에 원본 문서 (PDF)에서 보존된 문서. 2021년 2월 4일에 확인함.